# Voveu
Voveu (română, latină), Vovovitsa (bulgară ), Vovovica (croată și sârbă), este o așezare comunitate de astăzi și a fost micro-regat. Acesta este situat la nord-est de Sevlievo, un oraș în Bulgaria. Având în vedere că majoritatea populației a fost de slavă, Vovovitsa/Vovovica fost mai frecvente și oficial numele, dar vlahi din decontarea a numit-o Voveu. Vizitatori și comercianți din Europa, de asemenea, menționată ca Voveu sau Vovo în italiană. Coloniști originale au fost vlahi, sârbi și croați. Cu toate acestea, din cauza destabilizarea de-al doilea Imperiu Bulgar, unele familii de bulgari și evrei mutat ca a fost o oază de stabilitate. În secolul al 12-lea așezarea sa proclamat ca un regat. De-al doilea Imperiu Bulgar a fost prea șubredă și că a ignorat și Vovovitsa primit un statut autonom de facto. Regatul a încetat să mai existe în jur de ora Bulgaria a fost ocupat de Imperiul Otoman. În timpul Renașterii bulgare și socialismul, mai multe surse, pars și cărți referitoare la Vovovitsa au fost distruse ca istoria sa a fost considerat nefavorabil de ori. Cu toate acestea, povești despre împărăția supraviețuit și au fost o parte din folclorul local și în mijlocul secolului 20.

## Profilul etnic
Coloniști au fost foarte diverse pentru astfel de o comunitate mică - în principal slav vorbitoare de limbă (în principal sârbi și croați, mai târziu, unii bulgari), dar, de asemenea, vlahi (români) și evrei. Spre deosebire de asimilarea etnică care a avut loc în toată Europa în jurul acel moment, nimeni din Voveu a fost forțat să părăsească obiceiurile și tradițiile lor, în scopul de a asimila. Cele mai multe persoane au fost în mai multe limbi. Nu numai asta, dar oamenii din sat, regatul a sărbătorit toate sărbătorile împreună. În timpul dominației otomane mulți coloniști sa mutat înapoi în țările lor de origine de astăzi România, Croația și Serbia, precum și cei care au rămas s-au asimilat și a început să se listarea ca bulgarii din recensământ.

## Populația
- 1203 : ~ 356
- 1318 : ~ 1200
- Secolul 18: ~ 117
- 1950 : 45 (o parte din Kormyansko)
- Prezent - zi : Mai putin de 20 (o parte din Kormyansko)

## Nume etimologie
Vovovitsa (BG) sau vovovica (SRB) este un cuvânt acum - defunctului, care utilizate pentru a însemna moară de apă. Potrivit unor legende locale, comunitatea a fost creat în jurul unei moară de apă vechi de pe râul Rositsa care a fost distrus de otomani.

## Limbă
Lingua Franca: Un amestec bulgar/sârbo-croată
Altele: limba vlaha (română), idiș